# Ѓ
Ѓ, ѓ (en cursiva: Ѓ, ѓ) és una lletra de l'alfabet ciríl·lic.

## Ús
S'empra en macedònic per representar el so /ɟ/ o /ʥ/. Les paraules amb aquest so són normalment semblants a altres en serbi amb la lletra ђ. Un exemple són les paraules en macedònic per a 'naixement': 
- Macedònic: pаѓање
- Serbi: pађање o rađanje

## Taula de codis
| Codificació de caràcters | Tipus     | Decimal | Hexadecimal | Octal  | Binari              |
| ------------------------ | --------- | ------- | ----------- | ------ | ------------------- |
| Unicode                  | majúscula | 1027    | 0403        | 002003 | 0000 0100 0000 0011 |
| Unicode                  | minúscula | 1107    | 0453        | 002123 | 0000 0100 0101 0011 |
| ISO 8859-5               | majúscula | 163     | A3          | 243    | 1010 0011           |
| ISO 8859-5               | minúscula | 243     | F3          | 363    | 1111 0011           |
| KOI 8                    | majúscula | 178     | B2          | 262    | 1011 0010           |
| KOI 8                    | minúscula | 162     | A2          | 242    | 1010 0010           |
| Windows 1251             | majúscula | 129     | 81          | 201    | 1000 0001           |
| Windows 1251             | minúscula | 131     | 83          | 203    | 1000 0011           |